# Střelecká věž

Průřez věží americké bitevní lodě Iowa s děly ráže 406 mm

Střelecká věž je zařízení, které chrání svou posádku a mechanismus zbraňového systému a zároveň umožňuje kanónu nebo kulometu zaměření a střelbu v různých směrech. Věž může svou posádku chránit proti zásahu v bitvě či nepříznivému počasí. Podle typu lafetované zbraně se označuje jako dělová věž nebo kulometná věž.
Věž je obvykle otočná zbraňová platforma. Její využití je široké. Může být použita v pevnostech, fortifikačních strukturách, jako je pobřežní dělostřelectvo, u obrněných vozidel, tanků, válečných lodí či letadel.
Věže mohou být vyzbrojeny jedním či více kulomety, kanóny, velkorážnými děly či vypouštěcím zařízením řízených střel. Ovládány mohou být jak přímo svou posádkou, tak dálkově a obvykle jsou chráněny pancířem. Existují i věže, které se nacházejí na vrchu jiných věží.

## Dělové věže na válečných lodích

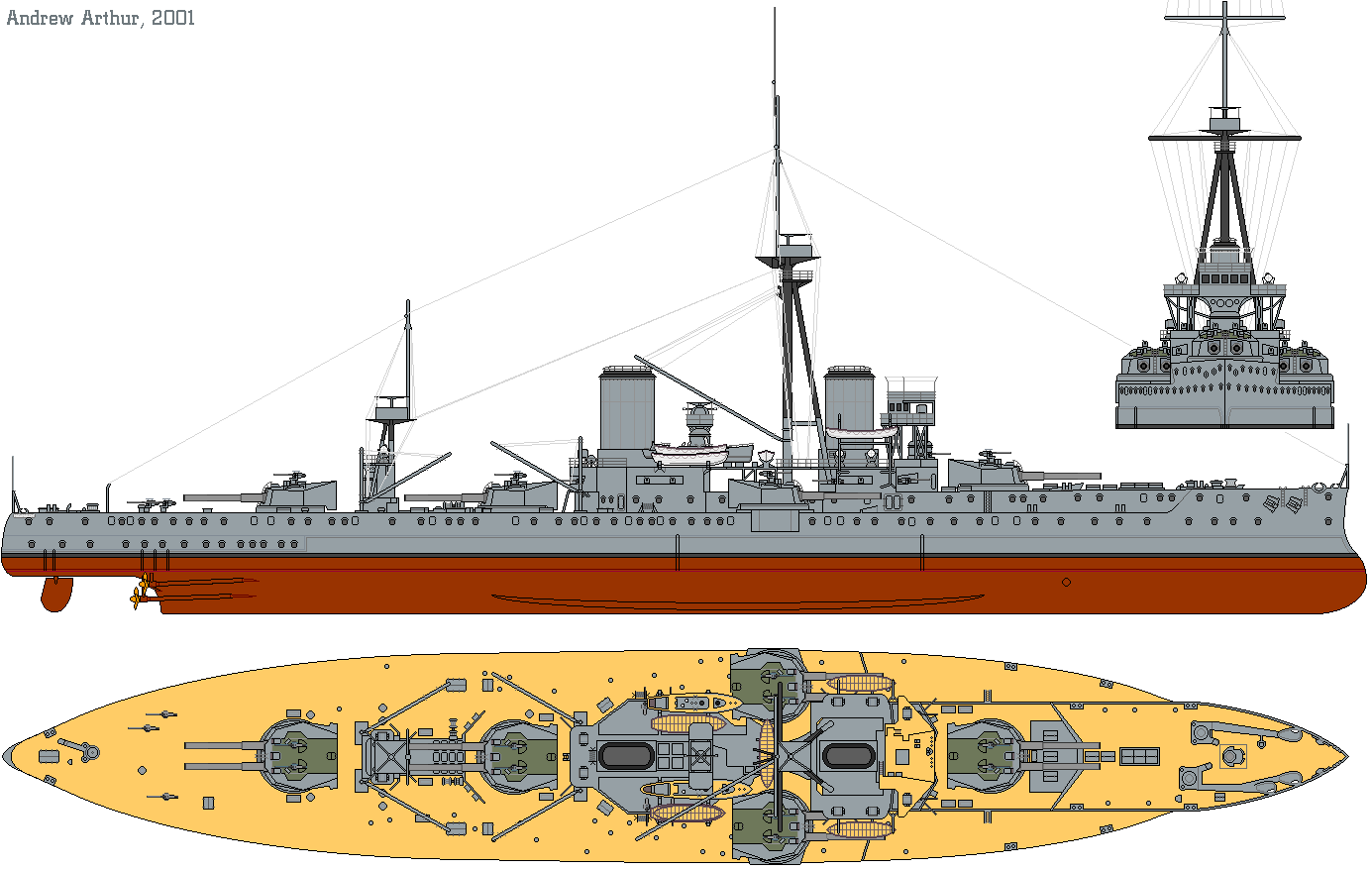
Schéma rozmístění dělových věží u bitevní lodi HMS Dreadnought

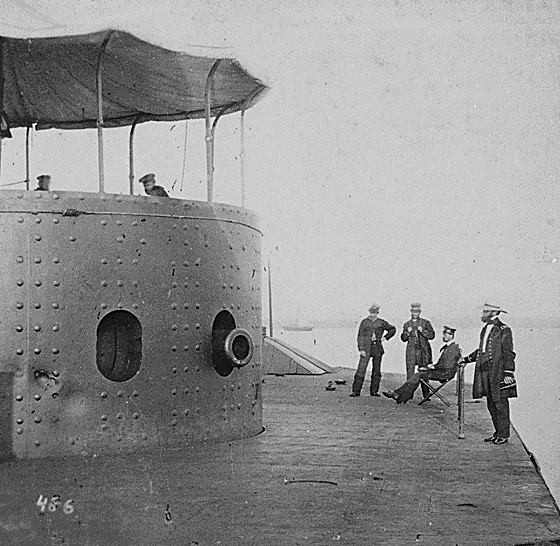
Dělová věž na USS Monitor

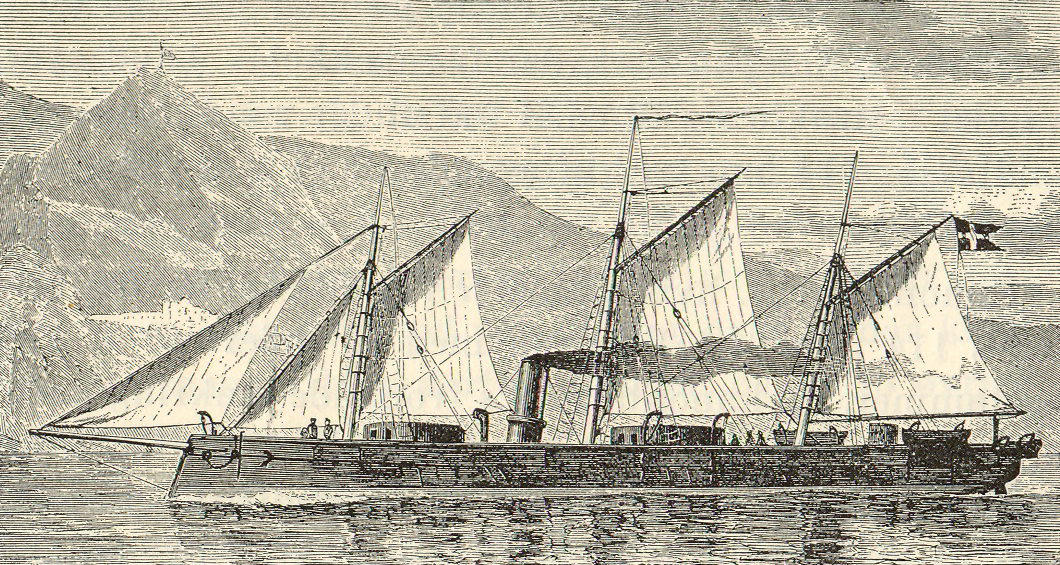
Dánská věžová loď Rolf Krake

### Vývoj
Až do poloviny 19. století, kdy byla zavedena velkorážná, dlouhohlavňová děla, měly válečné lodě řady děl na bocích trupu, často umístěné v kasematách. Loď tehdy střílela salvou z více děl najednou, tato děla měla jen omezený náměr a odměr. Kvůli stabilitě mohlo být nesených větších děl mnohem méně a umístění dělových palub nízko nad čarou ponoru omezovalo možnosti lodí na rozbouřeném moři. Použití dělových věží lodi umožnilo nést méně lepších a těžších děl, která mohla střílet do více směrů a vyvažovala tak jejich menší počet. Navíc věže chránily svou posádku před palbou nepřítele a nepřízní počasí.
Jednou z prvních věžových lodí byl americký USS Monitor. Tato loď měla dvě děla s předním nabíjením v plně otočné věži. Po výstřelu byla děla zatažena a nabita. Jiným řešením bylo použití pevného zvonu – barbety. Pohyblivý byl pouze samotný kanón. V pozdějších konstrukcích už byl kanón nabíjený zezadu a jeho hlaveň vyčnívala ven z barbety. Rozmístění dělových věží se měnilo. Často byly kromě věží ve středu lodi další věže s omezeným odměrem po stranách nástavby. Tak tomu bylo u HMS Dreadnought, která přes mnohé revoluční novinky měla stále po stranách nástavby dvě věže, s omezeným palebným polem. Změna poprvé přišla u amerických bitevních lodí třídy South Carolina, kde byly věže umístěny na horní palubě ve středu lodi, což umožnilo zpevnit strukturu trupu. Věže byly v párech za sebou, přičemž zadní věž byla vyvýšená a střílela přes věž pod sebou.
K dalšímu kvalitativnímu skoku došlo u bitevních lodí třídy Kongó a Queen Elisabeth. Byla vypuštěna prostřední dělová věž, která beztak měla omezené palebné pole a lodě místo ní nesly méně děl větší ráže (u HMS Queen Elisabeth 381 mm).
V období první světové války byla používány dvoudělové věže, zatímco za druhé světové války spíše třídělové a v několika případech i čtyřdělové. Tím měla být ušetřena hmotnost konstrukce a dosaženo lepší pancéřové ochrany. Komplikovaná konstrukce čtyřdělových věží už však byla nepraktická z hlediska provozu lodi. Používaly se (a stále používají) i věže jednohlavňové.
Ráže děl bitevních lodí se postupně zvětšovala z typických 305 mm počátkem 20. století až na 460 mm u japonských bitevních lodí třídy Jamato. Například dělová věž Jamata vážila (nejméně – zdroje se rozcházejí) 2510 tun. Ve věžích byla obvykle umístěna i děla menších ráží. U bitevních lodí měla sekundární výzbroj obvykle ráži 127–152 mm, u křižníků 127–203 mm a u torpédoborců 127 mm. Pro menší ráže byly věže používány méně.

### Popis prostor věže válečné lodi

Schéma principiálního fungování dělové věže

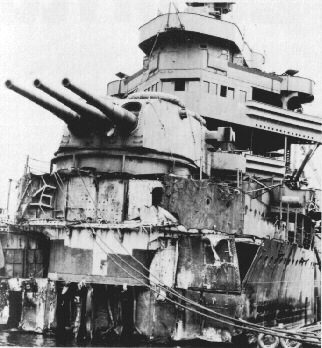
Americký těžký křižník USS New Orleans přišel v bitvě o příď i s první dělovou věží. U druhé věže je zřetelně vidět její umístění v trupu lodi.

Dělovou věží se u válečných lodí rozumí takové umístění zbraně, kde se celá věž otáčí vcelku a její konstrukce zasahuje skrze palubu hluboko do konstrukce lodě. Dělová věž je celek, skládající se z více částí. Samotná otočná věž se nachází nad palubou a jsou tu umístěna děla, která jsou zde také nabíjena. Věž leží vlastní vahou na kuličkových ložiscích, které umožňují její otáčení. Není pevně spojena s konstrukcí lodě a proto při převrácení lodě mohou její věže odpadnout. To se stalo například v případě vraku bitevní lodě Bismarck. Pod věží se nachází komora, ve které se manipuluje s municí, která je výtahem vyzvednuta z muničních skladišť pod věží. Granáty a hnací náplně jsou skladovány odděleně. Komora a výtah se otáčejí společně s věží, se kterou tvoří integrovaný celek, který je umístěný uvnitř pancéřované barbety, která v trupu navazuje na hlavní pancéřovou palubu. Pod barbetou se nachází komora, ve které jsou projektily a hnací náplně, vyjmuté z muničního skladu, nakládány na dopravník.
Takový projektil bitevní lodě mohl vážit i jednu tunu a cyklus palby takového děla trval přibližně jednu minutu. Mechanismus věže je vybavený bezpečnostním systémem, který by měl zajistil, aby se nestalo, že by zůstal otevřený koridor z prostoru děl, přes muniční komoru a výtah až do prostoru muničních skladišť, kterým by mohl projít plamen v případě zásahu věže. Jednotlivé části věže tak jsou odděleny.
Při střelbě z děl velkých ráží je omezen náměr, ve kterém mohou být nabíjena, protože k pěchování náboje s hnací náplní do hlavně je třeba mnoho energie. Hlaveň se tedy v každém cyklu sklopí do nabíjecí polohy, je nabita a poté se opět zvedne do požadovaného úhlu.

### Věže moderních válečných lodí
Mnoho současných válečných lodí nese dělové věže, ráže jejich děl se ale ustálila v rozmezí 76–127 mm. Samotné těleso věže je spíše jen ochranou kanónu proti povětrnostním vlivům a nemá pancéřování. Moderní věže navíc často fungují automaticky, nemají uvnitř posádku, ale občas jen několik mužů obsluhy muničních dopravníků.

### Pojmenování věží
U válečných lodí mají jednotlivé věže a jejich polohy svá jména. V Royal Navy se pro věže používají písmena. Věže jsou označeny odpředu podle abecedy. Přední věže jsou A a B, zadní spíše Y a Z. Prostřední věže se obvykle označovaly P, Q a R. Zmatek vytváří jen označení třetí věže bitevních lodí třídy Nelson písmenem X a třetí věže křižníků třídy Dido písmenem Q.
Sekundární věže bývají označeny jako P (port = levobok) a S (starboard = pravobok) a jednotlivé věže pak mají čísla odpředu dozadu. Přední věž středního kalibru na levoboku je tedy P1.
Další výjimkou jsou věže bitevní lodě HMS Agincourt, která jich měla dokonce sedm a byly pojmenovány podle dnů v týdnu.
V Německu byly věže označovány odpředu dozadu taktéž písmeny (A, B, C, D…), často se ale používal systém rádiového hláskování, jak tomu bylo u bitevní lodi Bismarck, kde byly věže pojmenovány Anton, Bruno, Caesar a Dora.

## Tanková věž

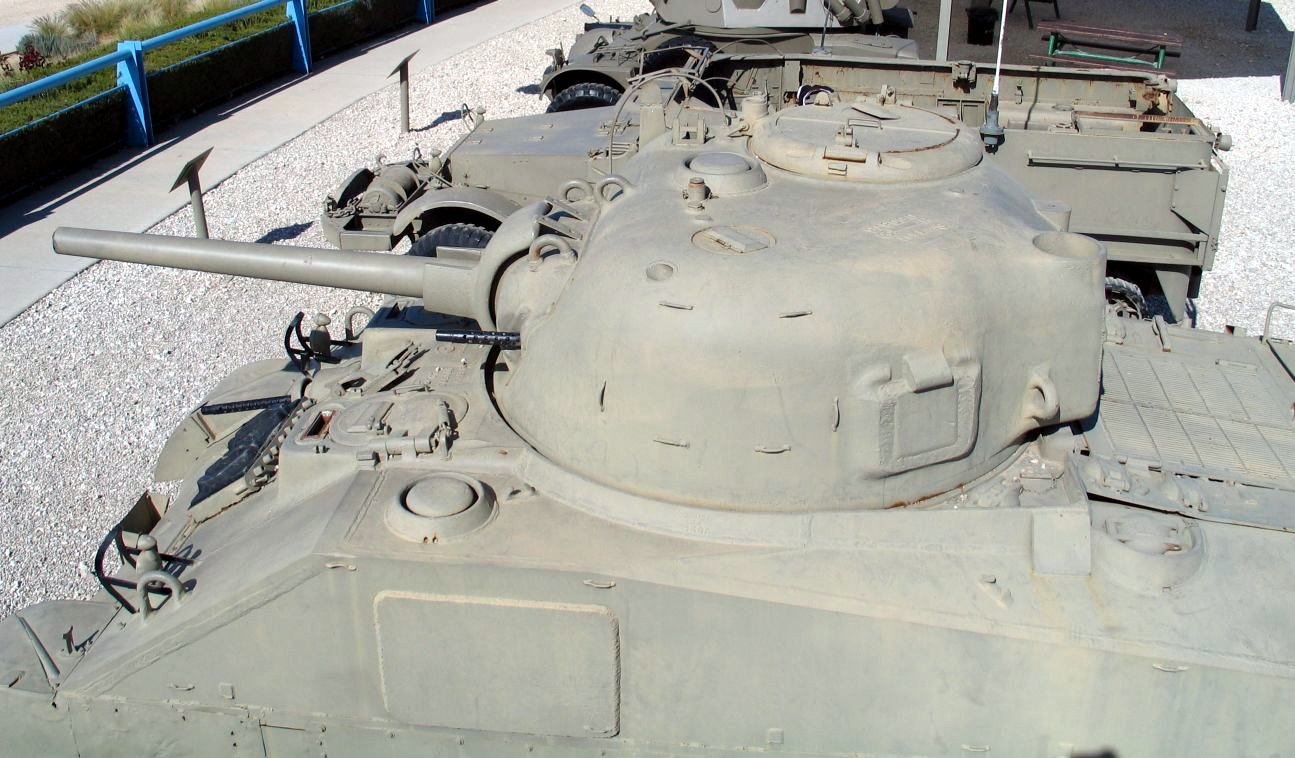
Věž tanku M4 Sherman se 75mm kanónem

Všechny moderní tanky mají hlavní výzbroj v plně otočné věži, která chrání jak vezenou munici, tak především vlastní osádku tanku, která v ní má zčásti svůj bojový prostor. Nesený tankový kanón má obvykle ráži 105–125 mm. Jako doplněk může být nesen jeden či více kulometů. Posádka věže je dvou či vícečlenná. Obvykle se skládá z velitele tanku, střelce někdy i nabíječe.
Různá bojová vozidla mohou ve své věži nést i jinou výzbroj, podle toho, jaké je jejich určení. Bojová vozidla pěchoty obvykle nesou dělo menší ráže, protitankové řízené střely či oboje. Lehká vozidla mohou nést malou věž, ovládanou jedním mužem, která by byla vyzbrojena jen kulometem.
Dělovými věžemi byly vybaveny i obrněné vlaky.

## Věže v pozemním opevnění

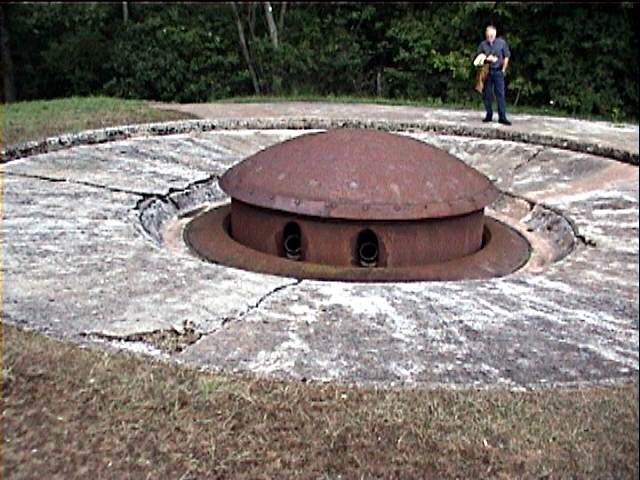
Věž s dvěma děly ráže 135 mm, která tvořila součást Maginotovy linie

Dělové věže se staly součástí řady opevnění, pevností a pevnostních pásem. Byly použity ve Francii při stavbě Maginotovy linie či později Němci při budování Atlantického valu. Dělostřelecké věže byly vyvíjeny i pro projekt československého opevnění. Existují i námořní pevnosti, jako například americká Fort Drum v Manilské zátoce. Častou praxí bylo používání dělových věží zastaralých tanků při budování opevněných pásem.

## Letecké věže
První letecké zbraně byly umístěny pevně, anebo uchycené pomocí jednoduchého mechanismu. Ten se později vyvinul v oběžný kruh, tedy otočný kruh, který usnadňoval pohyb zbraně kolem střelce, jenž ale zůstával ve stejné pozici. Jak se zvětšovaly rychlost a výška, ve kterých se letouny pohybovaly, bylo nutné prostor střelce zakrýt. Prvním letounem, který byl vybaven leteckou věží, byl bombardér Royal Air Force Boulton Paul Overstrand, který poprvé vzlétl v roce 1933. Overstrand měl na přídi střeleckou věž, ve které byl umístěn jeden kulomet. Časem se počet věží i v nich nesených zbraní zvětšoval. Ráže palubních zbraní se zvětšovala z menší kulometné ráže 7,7 mm na 12,7 mm a v menší míře byly používány i 20mm kanóny. Typický druhoválečný bombardér RAF, jako například Avro Lancaster, nesl tři věže. Přední a hřbetní věž nesly dvojici kulometů, zatímco ocasní věž je měla rovnou čtyři.
Na počátku druhé světové války se dokonce objevila koncepce věžové stíhačky, která byla uplatněna u letounů Boulton Paul Defiant a Blackburn Roc. Ukázala se být ale slepou uličkou, protože rozměrná věž silně omezovala výkony strojů, jenž se staly snadnou kořistí klasických stíhaček.
V době nástupu proudových motorů a zvětšování rychlosti válečných letadel, začaly střelecké věže z bombardérů mizet a například u bombardéru Boeing B-52 Stratofortress už zbyla jen ocasní věž s kanónem.

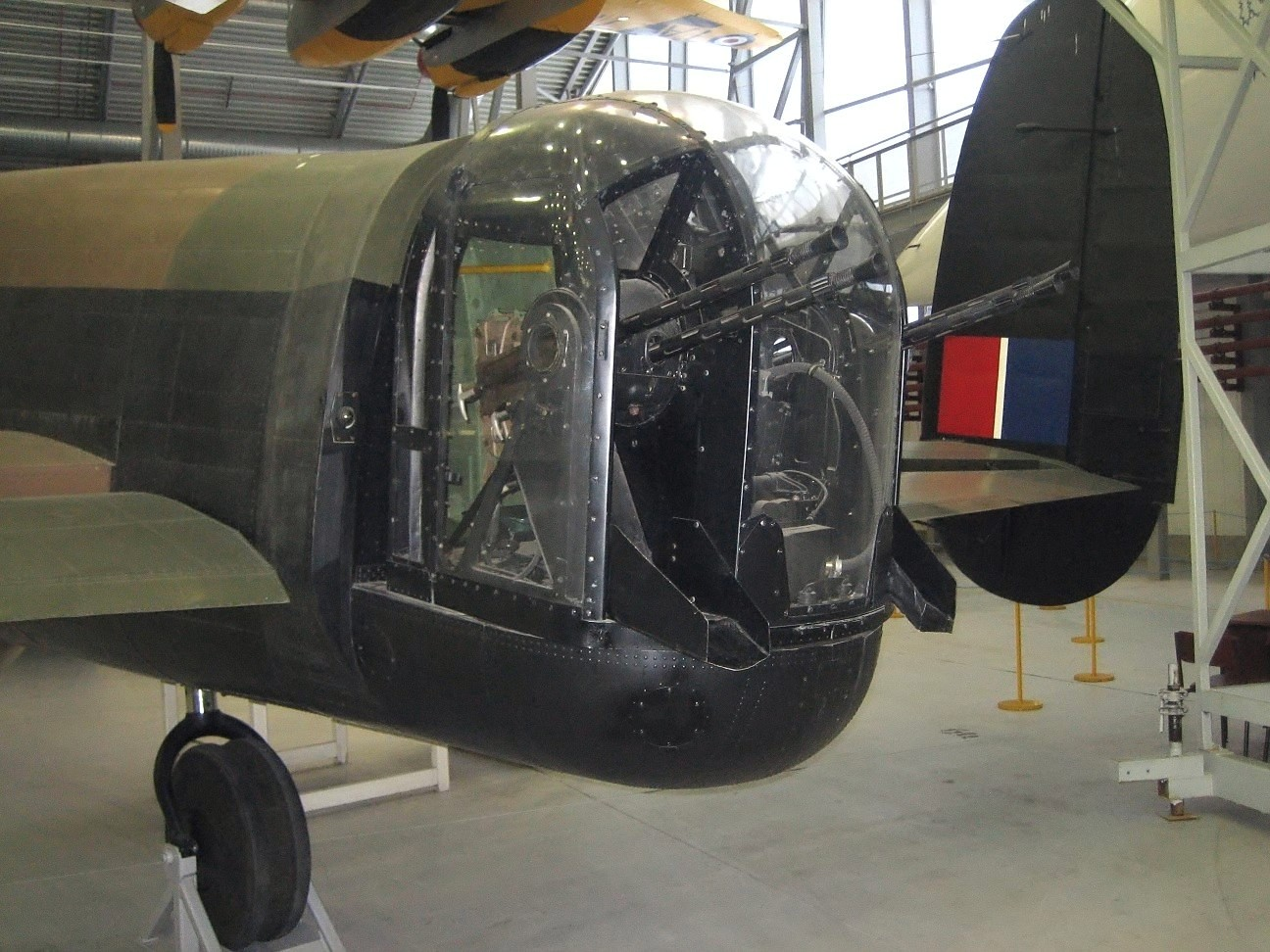
Zadní věž bombardéru Avro Lancaster
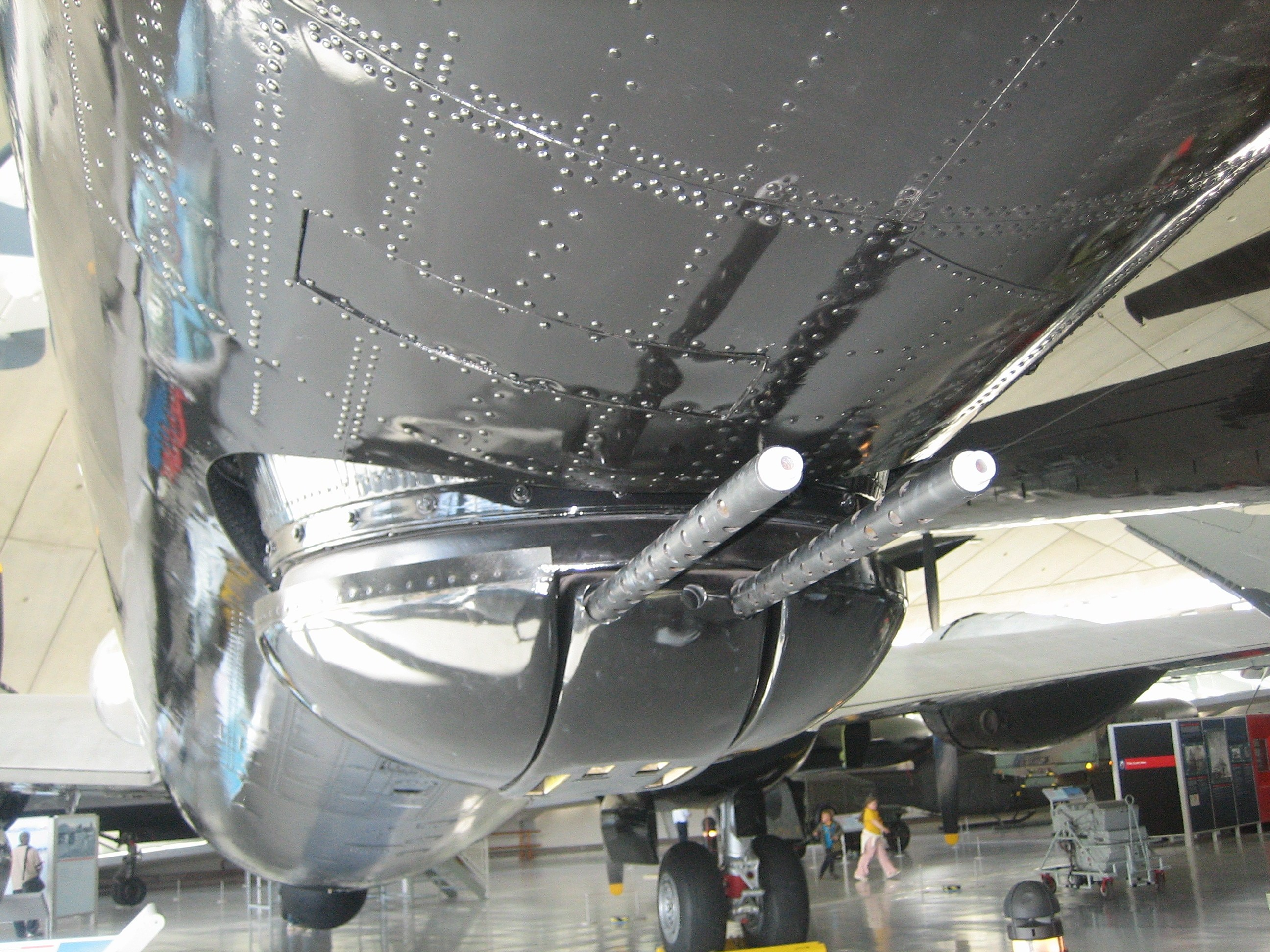
Spodní věž bombardéru Boeing B-29 Superfortress
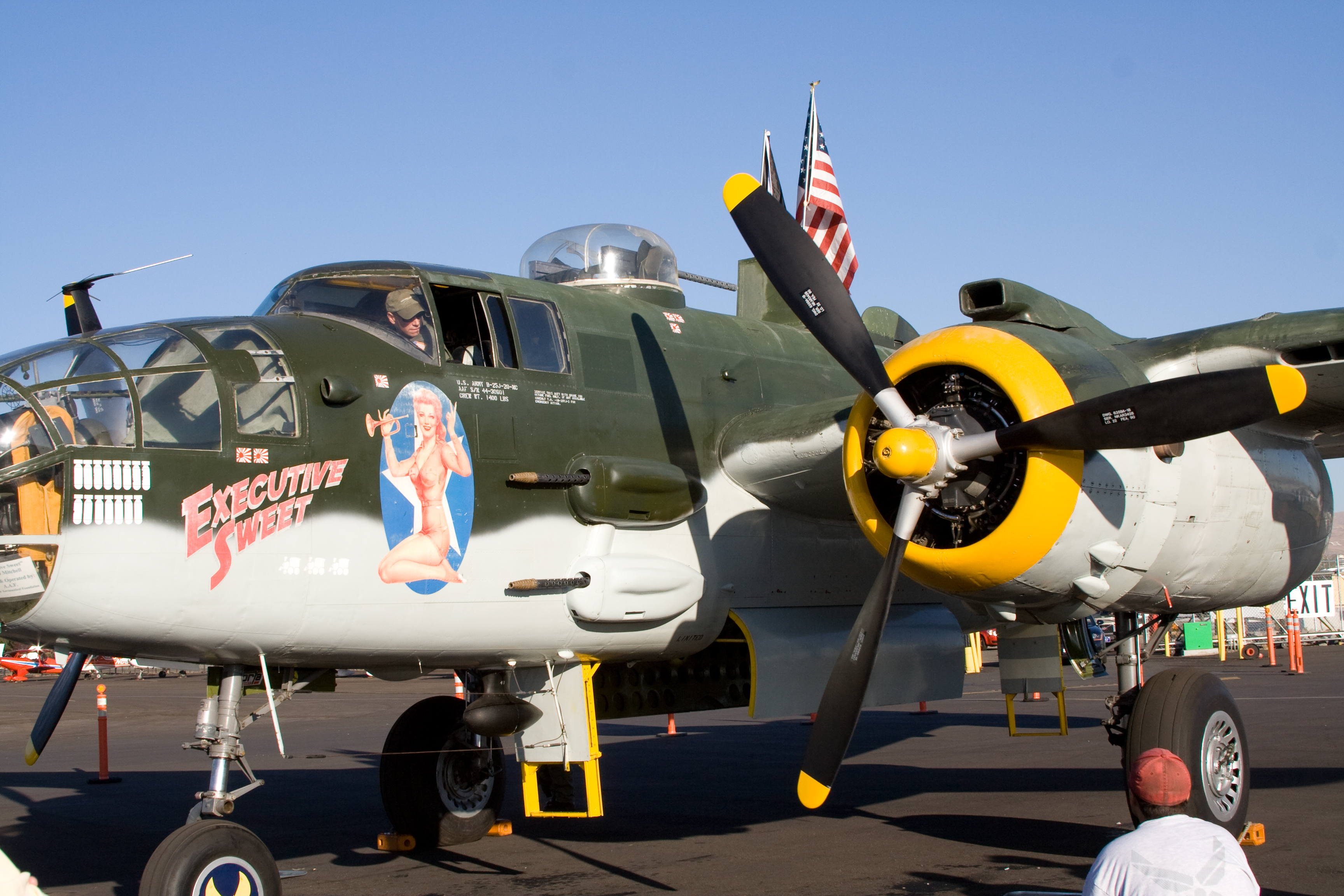
Věž na stroji B-25 Mitchell
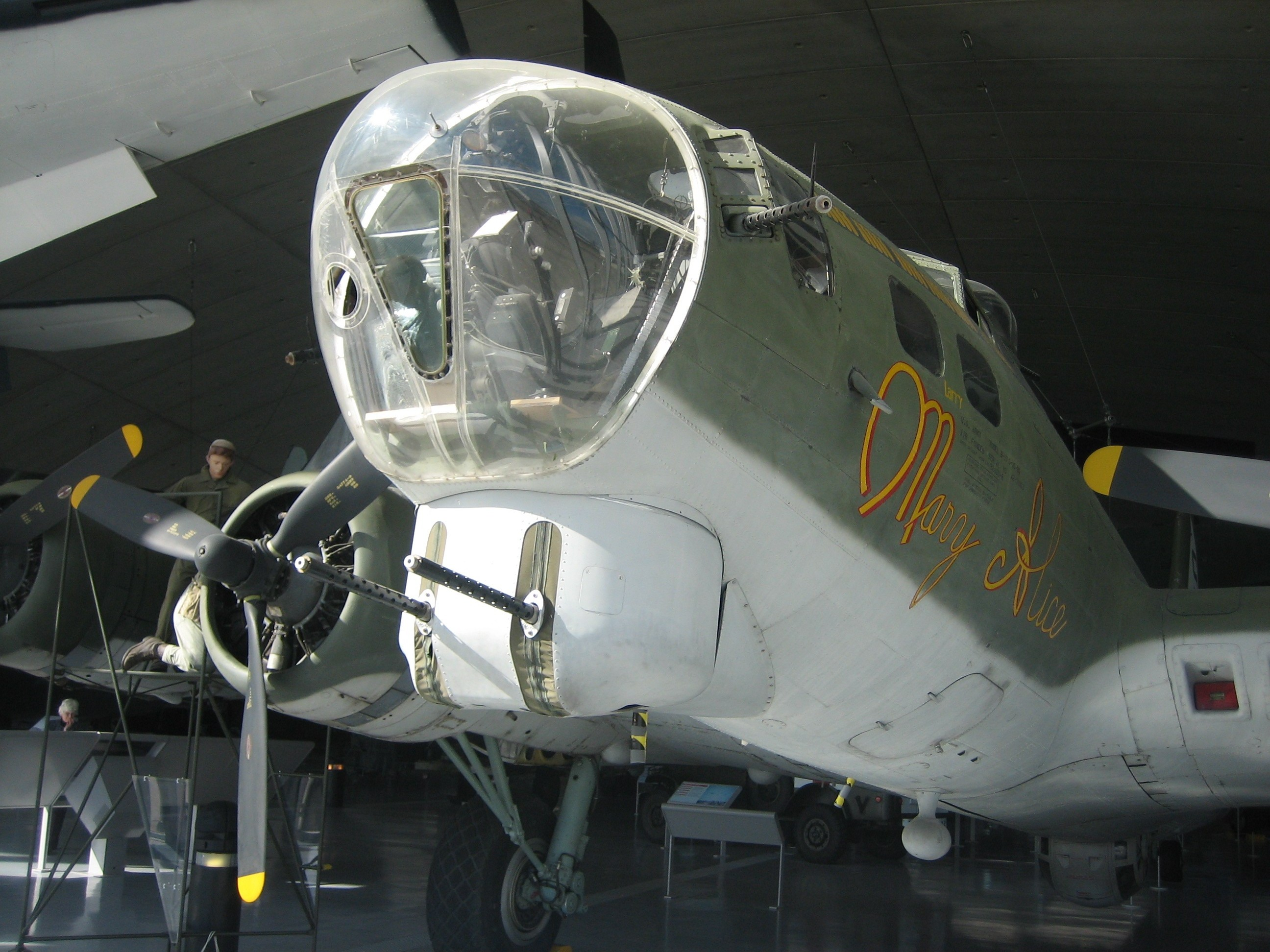
Věž B-17ky v Imperial War Museum v Duxfordu